# Owen King
Owen King (n. 21 februarie 1977, Maine, SUA) este un scriitor american. Este cel mai mic fiu al scriitorilor  Stephen și Tabitha King. A primit premiile John Gardner și Fink și a fost nominalizat la premiul National Magazine. A primit premiul Dragon pentru cel mai bun roman de groază pentru romanul Sleeping Beauties (2017) pe care l-a scris împreună cu tatăl său.
Owen King este căsătorit cu scriitoarea Kelly Braffet (n. 1976) și locuiește în New Paltz, New York.

## Lucrări scrise

### Colecții și romane
- We’re All in This Together: A Novella and Stories (5 iulie 2005)
  - "We're All in This Together"
  - "Frozen Animals"
  - "Wonders"
  - "Snake"
  - "My Second Wife"
- Double Feature (19 martie 2013)
- Sleeping Beauties (22 septembrie 2017), roman scris împreună cu Stephen King

### Editor
- Who Can Save Us Now?: Brand-New Superheroes and Their Amazing (Short) Stories (15 iulie 2008)

- "The Meerkat"

### Benzi desenate
- Intro to Alien Invasion (15 septembrie 2015), scris împreună cu Mark Jude Poirier, desene de Nancy Ahn
- Sleeping Beauties (February 2020), scris împreună cu Stephen King, adaptare pentru benzi desenate de Rio Youers, desene de Alison Sampson

### Contribuții în antologii
- Bottom of the Ninth: Great Contemporary Baseball Stories editată de John McNally (Southern Illinois University Press, 2003)

- "Wonders"

- When I Was A Loser editată de John McNally (Free Press, 2007)

- "Sports"

- HANG THE DJ: An Alternative Book of Music Lists editată de Angus Cargill (Faber & Faber, 2008)

- "Spit it Out! The Top Ten Stutter Songs"

- The Late American Novel: Writers On The Future Of Books editată de Jeff Martin & C. Max Magee (Soft Skull, 2011)

- "Not Quite as Dire as Having Your Spine Ripped Out, But…"

- Never Can Say Goodbye: Writers on their Unshakeable Love for New York editată de Sari Botton (Touchstone, 2014)

- "Hot Time in the Old Town"

- The Good Book: Writers Reflect on Favorite Bible Passages editată de Andrew Blauner (Simon & Schuster, 10 noiembrie 2015)

- "Never Quite As Simple: On Luke 2:19"

- Detours edited by Brian James Freeman (Cemetery Dance Publications, 31 decembrie 2015)

- "The Curator"

### Povestiri
- "My Second Wife" (2001), The Bellingham Review #48, primăvara 2001
- "Wonders" (2002), Book Magazine #22, mai/iunie 2002
- "Frozen Animals" (2003), Harper Palate, Vol. 3 #1, vara 2003
- "The Cure" (2006), One Story #85, 20 decembrie 2006
- "Nothing is in Bad Taste" (2008), Subtropics #5, iarna/primăvara 2008
- "Home Brew" (2011), Prairie Schooner, Vol. 85 #2, vara 2011
- "The Idiot's Ghost" (2011), The Fairy Tale Review #7, The Brown Issue
- "The Curator" (2014), Lady Churchill’s Rosebud Wristlet #31, decembrie 2014
- "Confederate Wall" (2015), Subtropics Issue 19, primăvara/vara2015
- “Positive Comments” (2018), Ploughshares/Emerson College, Kindle Single